# Carlos Aldunate Lyon
Carlos Aldunate Lyon (Santiago, 16 de mayo de 1916-18 de julio de 2018) fue un sacerdote jesuita chileno. Promotor de la Renovación Carismática en Chile, fue profesor y escritor y uno de los formadores del papa Francisco.

## Biografía

### Familia y estudios
Fue hijo de Carlos Aldunate Errázuriz y Adriana Lyon Lynch, nieto de Carlos Aldunate Solar y hermano del también sacerdote jesuita José Aldunate. Estudió en colegios jesuitas en Inglaterra y Chile. De temprana vocación, ingresó a la Compañía de Jesús (noviciado de Chillán) el 19 de marzo de 1932 y fue ordenado sacerdote en San Miguel, Argentina, el 23 de diciembre de 1944.
Junto con su formación religiosa, desarrolló una intensa formación académica: licenciado en filosofía (San Miguel, Argentina, 1940), licenciado en teología (San Miguel, Argentina, 1945), doctor en filosofía con mención en psicología (Universidad Católica de Lovaina, Bélgica, 1948), orientador educacional (Pontificia Universidad Católica de Chile, 1964), profesor de religión (Pontificia Universidad Católica de Chile, 1964) y profesor de filosofía (Pontificia Universidad Católica de Valparaíso, 1964).

### Cargos y misiones
Fue rector del seminario de los jesuitas en Chile, de los colegios jesuitas de Santiago, Antofagasta y Osorno, y director de la Casa de Ejercicios Loyola.
Se desempeñó como profesor en la Pontificia Universidad Católica de Chile, la Pontificia Universidad Católica de Valparaíso y la Universidad del Norte. En esta última, además, fue rector (1966-1969) y estuvo a cargo de la fundación del Canal 3 de la Universidad del Norte, primer canal de televisión de Antofagasta.
En 1960, dirigió espiritualmente al joven Jorge Mario Bergoglio —hoy papa Francisco—, cuando en su período de formación hacia el sacerdocio pasó una temporada en Chile.

### Padre de la Renovación Carismática en Chile
Carlos Aldunate es el principal iniciador del movimiento de la Renovación Carismática en Chile (inicios de la década de 1970), que difunde por medio de múltiples publicaciones, talleres y retiros; a partir de 1975, sus retiros y talleres de espiritualidad católica renovada en el Espíritu Santo se ofrecen en Chile y en distintos países de Hispanoamérica y Europa. Dos de sus talleres con mayor convocatoria y que más se repiten en distintos lugares son Taller de carismas y Retiro de Transformación espiritual y psicológica. Con aprobación de la autoridad eclesiástica, funda los Equipos de Formación Espiritual en Chile y Argentina, que desarrollan su apostolado en estos dos países y en Italia y que hoy siguen ofreciendo los talleres diseñados por Aldunate en diferentes lugares del mundo.

Realiza oraciones de sanación y liberación, además de exorcismos. Desarrolla intensas actividades apostólicas hasta pasados los 95 años, con un elevado número de fieles que lo sigue hasta el final de sus días, por lo que es entrevistado tanto en programas de televisión como en revistas y libros. 
"Era exorcista", dice el sacerdote jesuita Paul Mackenzie, ex rector del Santuario del Padre Hurtado, quien vivió 4 años con él en la casa de retiro de la congregación en Padre Hurtado. "Siempre le llevaban personas enfermas y las liberaba a través de oraciones de sanación. Hablábamos harto del tema. No era un tema tabú", recuerda. 
Fallece en Santiago el 18 de julio de 2018, a la edad de 102 años. Su muerte y sus funerales son ampliamente cubiertos por medios de comunicación chilenos y extranjeros. A sus exequias asisten numerosos fieles, incluyendo una delegación de Argentina.

## Publicación y difusión
Carlos Aldunate Lyon publica numerosos artículos en revistas de especialidad y de divulgación, tanto en español como en inglés y francés.
Su producción bibliográfica es extensa y no se agota en este listado; se centra preferentemente en la espiritualidad católica carismática y origina diversas ediciones y reimpresiones en Chile y en el extranjero, en español y otras lenguas:
- 1976. ¿Renovación carismática? Santiago de Chile: Ediciones Paulinas.
- 1976. El Papa y los carismáticos. Santiago de Chile: Ediciones Paulinas.
- 1977. La experiencia carismática. Coautor: R. Valenzuela E. Santiago de Chile: Ediciones Paulinas.
- 1977 (1a ed.).La oración carismática. Coautor: R. Valenzuela E. Santiago de Chile: Ediciones Paulinas.
- 1977 (1a ed.). Carismas, ciencia y espíritus. Santiago de Chile: Ediciones Paulinas
- 1978. (2a ed.). La oración carismática. Coautor: R. Valenzuela E. Santiago de Chile: Ediciones Paulinas.
- 1980 (1a ed.). Buscando salud. Santiago de Chile: Ediciones Paulinas.
- 1980. Caminos de salud. Santiago de Chile: Ediciones Paulinas.
- 1980. Encuentro con Dios. Coautor: R. Valenzuela E. Santiago de Chile: Pía Sociedad de San Pablo.
- 1980. Temas de oración. Coautor: R. Valenzuela E. Santiago de Chile: Ediciones Paulinas.
- 1982. Vivamos nuestra confirmación. Santiago de Chile: Ediciones Paulinas (impresor).
- 1982. María y la renovación. Coautor: Cipriano Chagas. Santiago de Chile: Ediciones Paulinas.
- 1982 (3a ed. revisada). El Papa y los carismáticos. Santiago de Chile: Ediciones Paulinas.
- 1983. Plenitud en el espíritu. Coautora: Georgina Gamarra Cortijo. Santiago de Chile: Ediciones Paulinas (impresor).
- 1985 (reimpresión). Vivamos nuestra confirmación. Buenos Aires: Ediciones Paulinas.
- 1985. Carismas de sabiduría y ciencia. Coautor: Diego Jaramillo. Santiago de Chile: Ediciones Paulinas.
- 1987. Transformación espiritual y sicológica. Santiago de Chile: Ediciones Paulinas.
- 1987. La Iglesia. Coautor: Diego Jaramillo. Santiago de Chile: Ediciones Paulinas.
- 1987. Texto modernizado de los Ejercicios Espirituales de San Ignacio. Santiago de Chile: Ediciones Paulinas.
- 1988 (2a ed.). Carismas, ciencia y espíritus. Santiago de Chile: Ediciones Paulinas.
- 1990. El discernimiento. Santiago de Chile: Ediciones Paulinas.
- 1991 (reimpresión). Texto modernizado de los Ejercicios Espirituales de San Ignacio. Santiago de Chile: Ediciones Paulinas.
- 1991. Amar lo creado. Santiago de Chile: Patris
- 1991 (3a ed.). Buscando salud. Santiago de Chile: Ediciones Paulinas.
- 1991 (2a ed.). Transformación espiritual y sicológica. Santiago de Chile: Ediciones Paulinas.
- 1992. (reimpresión) Encuentro con Dios. Coautor: Valenzuela E., R. Santiago de Chile: Pía Sociedad de San Pablo.
- 1993 (ed. traducida). Vivamos nossa confirmacáo. Sao Paulo : Edicóes Loyola.
- 1994 (3a ed.) Transformación espiritual y sicológica. Santiago de Chile: Pía Sociedad de San Pablo.
- 1994 (3a ed.). Carismas, ciencia y espíritus. Santiago de Chile: Ediciones Paulinas.
- 1994. Camino de carismas. Santiago de Chile: s.n.
- 1994. El cristiano ante lo paranormal. Santiago de Chile : s.n.[32]
- 1995. Carisma, fe y sanación. Coautor: Etienne Garin. Santiago de Chile: s.n.
- 1995. Carisma de sabiduría y ciencia. Coautor: Diego Jaramillo. Santiago de Chile: Ediciones Paulinas.
- 1996. Vivamos nuestra misa. Santiago de Chile : Macz Eds.
- 1997. Texto modernizado de los Ejercicios Espirituales de San Ignacio. Santiago de Chile: s.n.
- 1997 (reimpresión) Camino de carismas. Santiago de Chile: s.n.
- 1998. (3a ed.) El fruto de tus entrañas : la sanación desde el seno materno. Autor: Nelly Astelli Hidalgo. Presentación: Carlos Aldunate. Santiago de Chile: Beuvedráis Edit.
- 1997. (4a ed.) Transformación espiritual y sicológica. Santiago de Chile: Pía Sociedad de San Pablo.
- 2000. El demonio, doctrina y práctica católica. Santiago de Chile: s.n.
- 2002. Mi muerte: decisión de vida. Santiago, Chile: Centro de Espiritualidad Sagrada Familia.[33]
- 2003. El camino de transformación espiritual y sicológica. Santiago, Chile: Centro de Espiritualidad Sagrada Familia.
- 2005. El camino de transformación espiritual y sicológica. Buenos Aires: Ed. Kyrios.
- Sin año. Comiendo con Jesús. Santiago de Chile: Editorial Centro Sagrada familia.
- Sin año. Taller de biblia. Santiago de Chile: Editorial Centro Sagrada familia.
- Sin año. El Espíritu Santo nos guía. Santiago de Chile: Editorial Centro Sagrada familia.